# Ichijō Uchitsune
Ichijō Uchitsune (一条 内経?   12 de agosto de 1291 – 7 de noviembre de 1325) fue un poeta y kugyō (cortesano japonés de clase alta) que vivió a finales de la era Kamakura. Fue miembro de la familia Ichijō (derivada del clan Fujiwara) e hijo de Ichijō Uchisane.
Ingresó a la corte imperial en 1299 con el rango jugoi superior, pero fue ascendido al rango jusanmi y shōsanmi en 1300. En 1303 fue nombrado gonchūnagon y en 1304 fue nombrado líder de la familia tras la muerte abrupta de su padre. En 1306 fue ascendido al rango junii y nombrado gondainagon, posteriormente en 1308 fue ascendido al rango shōnii.
En 1318 fue nombrado naidaijin y también kanpaku (regente) del Emperador Go-Daigo (hasta 1323). En 1319 fue ascendido al rango juichii.
Uchitsune fue conocido más como poeta que como político, creando varias colecciones de poesía waka como el Bunpōon Hyakushu, hecho en 1318 y el Shokugenyōshū, que forman parte de la antología poética Gyokuyō Wakashū. Adicionalmente, entre 1321 y 1324 mandó a construir el salón Funda-in dentro del Tōfuku-ji, templo de la familia Ichijō.
Tuvo como hijo al regente Ichijō Tsunemichi.